# カスタマーサービス
カスタマーサービス (英: Customer service) または顧客サービスとは、購入前、購入中、購入後に顧客にサービスを提供することである。近い意味で用いられるアフターサービスという和製英語が存在するが、カスタマーサービスはより広義の意味を持つ。
カスタマーサービスへの取り組み姿勢は、製品の革新や価格設定などと同様、企業にとっては重要であり、取り組み度合いは企業が設定する優先度によって異なる。この意味で、優れた顧客サービスを重視する組織は、平均的な組織よりも従業員のトレーニングに多くの費用を支出したり、顧客からのフィードバックを積極的に取り入れる傾向がある。
全体的な販売プロセスエンジニアリングの取り組みの観点から、カスタマーサービスは、組織の売上や収益に重要な役割を果たす。  優れたカスタマーサービスの体験により、顧客が組織に対して抱く認識を変える可能性がある。 

## カスタマーサポート
カスタマーサポートは、顧客が製品を費用効果が高く正しく使用できるよう支援するカスタマーサービスの一種である。 製品の計画、インストール、トレーニング、トラブルシューティング、メンテナンス、アップグレード、および廃棄の支援などを行う。 これらのサービスは、顧客の組織内で「社内カスタマーサポート」として、顧客が製品やサービスを使用する場所で行われることもある。
携帯電話、テレビ、コンピューター、ソフトウェア製品、その他の電子的または機械的製品などのテクノロジー製品のカスタマーサポートは、テクニカルサポートと呼ばれる。

## 自動化

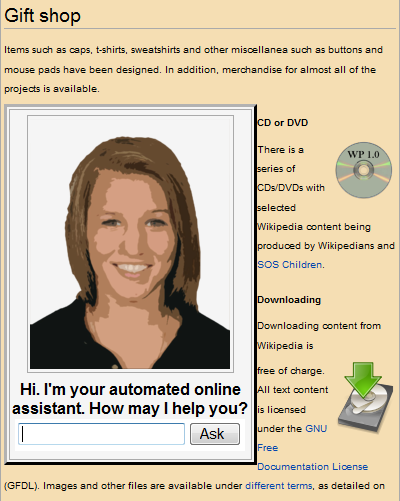
Webページで自動式カスタマーサービスを提供するアバター付きの自動オンラインアシスタント。

カスタマーサービスは、営業やサービス担当者などの人、または、キオスク、インターネットサイト、アプリなどの自動式で提供される。自動式の利点は、24時間サービスを提供できるため、人によるカスタマーサービス提供を補完できることだ。 
自動式のカスタマーサービスとして、人工知能（ "AI"）搭載のものが人気を集めている。 AIを使うメリットは、音声テクノロジー等でリアルタイムにチャットをしながらセルフサービスをできることだ。 また、プッシュホン電話を使ったIVR（Interactive Voice Response）も一般的である。
インターネット時代には、オンラインコマースで効率を高めながら、個人的な体験を維持・強化することが課題となる。 オンラインの顧客はサービス提供者側からは見えにくく、簡単に心変わりもするため、オンライン上で個人的な人間同士のつながりの感覚を作り出すことがさらに重要となる。
人工知能を使ったカスタマーサービスの例は、ウェブサイト上のアバターを使った自動化式オンラインアシスタントであり 、企業はこれを使用することで運用・トレーニングのコストを削減できる。 これらは裏で自然言語処理を駆使したチャットボットが動いている。

## 指標と結果測定
フィードバックを収集する2つの主な方法は、顧客調査とネット・プロモーター・スコア測定であり、サービス提供者と消費者の間に存在するロイヤルティを計算する。
企業が使うカスタマーサービスの指標は、ツールによって異なる。最もよく使われる指標は次の通り。
- 初期応答時間
- 平均応答時間
- 総処理時間
- 顧客満足度スコア（CSAT）

## フィードバックループの実装
多くの組織は、消費者が体験後すぐにフィードバックを送信できるフィードバックループを実装している。たとえば、英国のNational Expressは、乗客がバスに乗っている間にテキストメッセージを送信できるようにしている。これにより、企業は顧客が悪い体験をする前にカスタマーサービスを改善できるため、顧客が次回戻ってくる可能性がはるかに高くなるという点で、有用であるとされている。 テクノロジーの進化により、企業は顧客からフィードバックをますます得やすくなっている。コミュニティのブログやフォーラムを通して、顧客は企業や組織に対する良い点、悪い点の両方を詳細に知ることができる。

## 標準化
カスタマーサービスに関する標準として、 ISOとInternational Customer Service Institute （TICSI）は、次のものを公開している。
- ISO 9004:2009、組織の持続的成功のための運営管理−品質マネジメントアプローチ
- ISO 10001:2007、品質マネジメント−顧客満足−組織における行動規範のための指針
- ISO 10002:2004、品質マネジメント−顧客満足−組織における苦情対応のための指針
- ISO 10003:2007、品質マネジメント−顧客満足−組織の外部における紛争解決のための指針
- ISO 10004:2012、監視と測定について
- 国際顧客サービス基準（ TICSS ）
- CCQAカスタマーケア基準（ケア品質アライアンス）www.CCQA.org.uk

また、ITサービス管理標準： ISO / IEC 20000：2005にも定義があり、仕様と実践についての指針が示されている。